# North Wonthaggi
North Wonthaggi är en ort i Australien. Den ligger i kommunen Bass Coast och delstaten Victoria, omkring 100 kilometer sydost om delstatshuvudstaden Melbourne.
Runt North Wonthaggi är det ganska glesbefolkat, med 21 invånare per kvadratkilometer.. Det finns inga andra samhällen i närheten.
Trakten runt North Wonthaggi består till största delen av jordbruksmark. Genomsnittlig årsnederbörd är 1 310 millimeter. Den regnigaste månaden är juni, med i genomsnitt 166 mm nederbörd, och den torraste är januari, med 55 mm nederbörd.